# مقاطعة بيكيت (تينيسي)
مقاطعة بيكيت هي مقاطعة في تينيسي، بلغ عدد سكانها 5٬077  نسمة، في 2010، عاصمتها بيردستون، تبلغ مساحتها 452 كيلومتر مربع.

## الموقع
تشترك في الحدود مع:
- مقاطعة وين
- مقاطعة أوفرتون (تينيسي)
- مقاطعة فنتريس.